# Hipervitaminose A
Hipervitaminose A refere-se à ingestão em excesso de vitamina A. A vitamina A faz com que células inchem com fluidos. Muita vitamina A causa rupturas em ambientes com poucos sais minerais. Essa toxicidade pode ser amenizada através de vitamina E (tocoferol), colesterol bom, zinco, taurina e cálcio.

## Classificação
Pode ser classificada como:
- Aguda: Consumo excessivo de vitamina A de uma vez.
- Crônica: Consumo excessivo ao longo de vários dias ou meses.

## Causas
Embora a hipervitaminose A possa ocorrer quando ingerimos grandes quantidades de fígado de animais, óleo de fígado de bacalhau e óleo de outros peixes, comum entre os esquimós, a maioria dos casos de toxicidade de vitamina A resultam de uso excessivo de suplementos vitamínicos. Sintomas de toxicidade também podem surgir após o consumo de quantidades muito grandes de pré-vitamina A ao longo de um período curto de tempo.

## Sinais e sintomas
Possíveis sintomas em bebês:

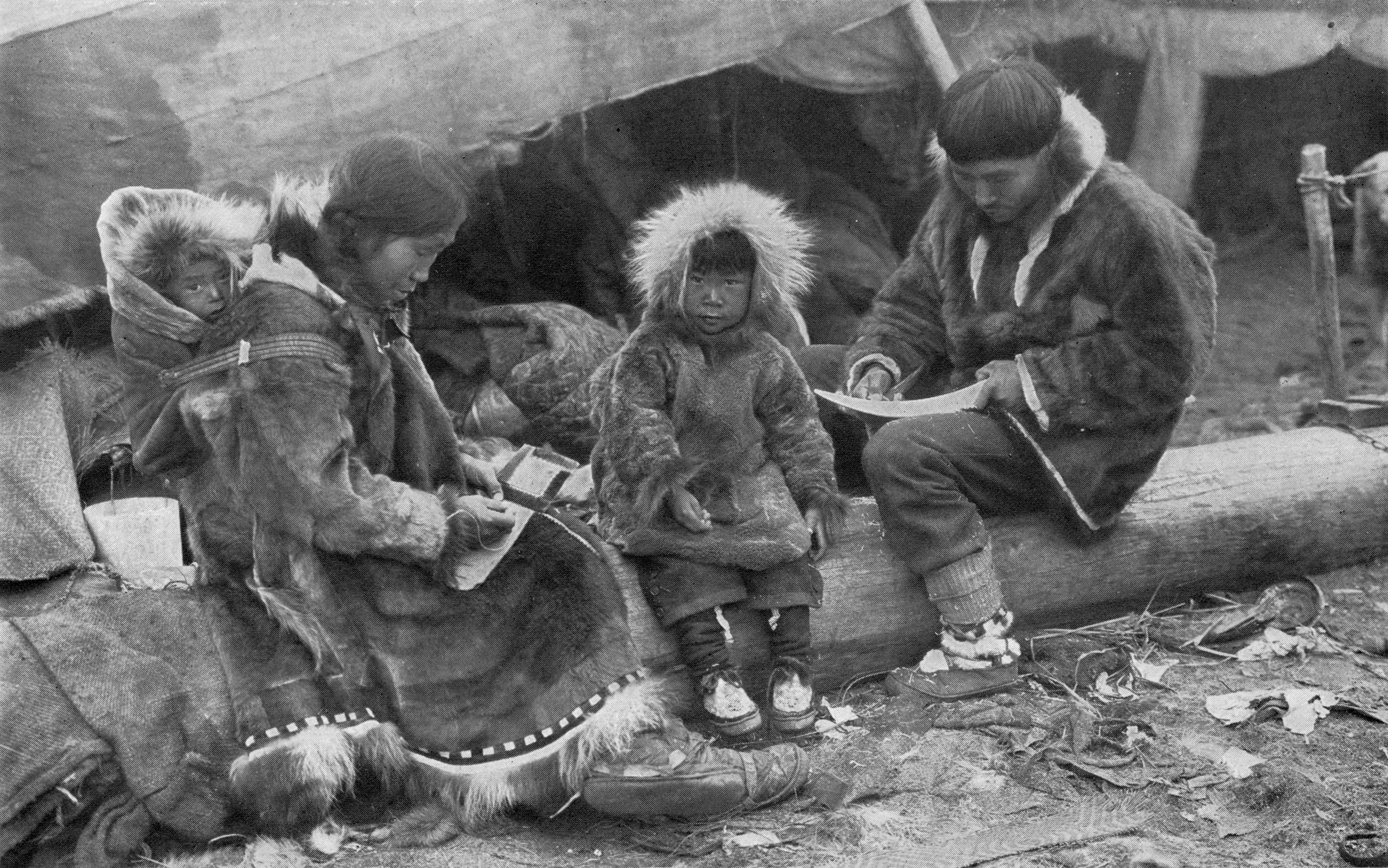
Hipervitaminose A por excesso de consumo de fígado de animais é um problema comum entre os esquimós (inuítes).

- Amolecimento anormal do osso do crânio;
- Abaulamento da fontanela;
- Pouco ganho de peso;
- Visão dupla.

Possíveis sintomas em crianças e adultos:
- Visão turva;
- Dor óssea ou/e inchaço;
- Confusão mental;
- Diminuição do apetite;
- Tontura;
- Sonolência;
- Dor de cabeça;
- Aumento da pressão intracraniana;
- Irritabilidade;
- Danos ao fígado;
- Náusea;
- Alterações da pele, unha e cabelo;
- Rachaduras nos cantos da boca;
- Maior sensibilidade à luz solar;
- Coceira e descamação da pele;
- Palidez;
- Vômitos.

## Consumo recomendado
O Instituto de Medicina Americano estabeleceu o quanto de consumo de vitamina A a fim de ajudar a prevenir o risco de toxicidade e falta da vitamina A. Estes níveis de pré-vitamina A em microgramas e em Unidade Internacional s (IU) são:
- 0-3 anos: 600 µg a 2.000 UI
- 4-8 anos: 900 µg a 3.000 UI
- 9-13 anos: 1700 µg a 5.665 UI
- 14-18 anos: 2800 µg a 9.335 UI
- 19 + anos: 3.000 µg a 10.000 UI

Quem tem uma possível gravidez, doença hepática, consumo elevado de álcool e fumantes devem monitorar e limitar da administração de suplementos de vitamina A.

## Tratamento
Diminuir o consumo de vitamina A, beber muita água e repousar costuma ser suficiente para os sintomas desaparecerem, exceto em pessoas com problemas nos rins ou no fígado, problemas na ingestão de cálcio ou em bebês sem acompanhamento pediátrico.